# Vườn quốc gia Kenozersky

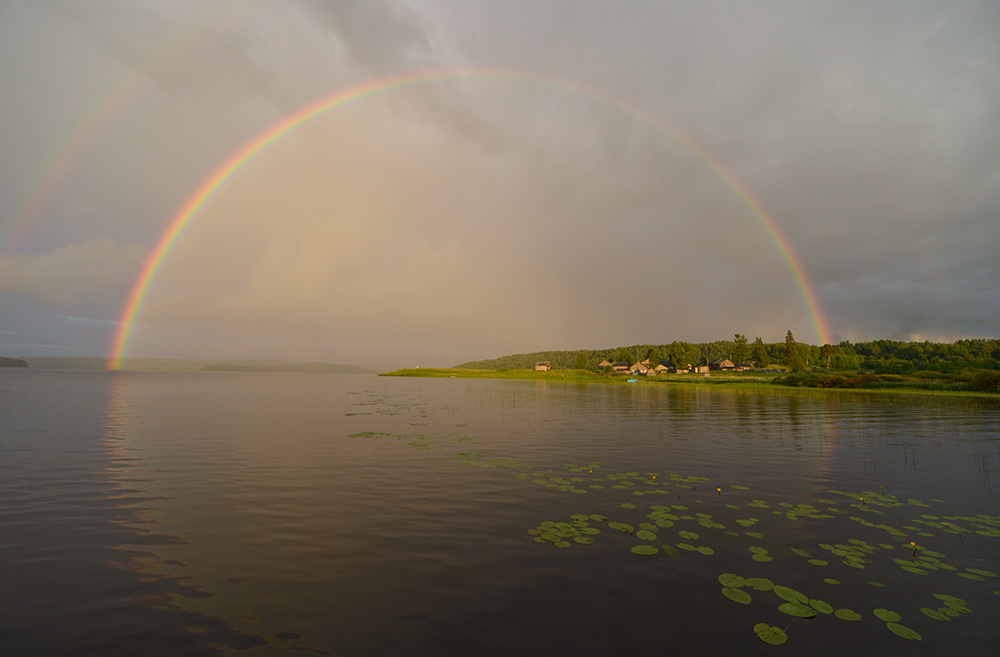
Hồ Kenozero tại Vườn quốc gia Kenozersky.

Vườn quốc gia Kenozersky (tiếng Nga: Кенозерский национальный парк) là một vườn quốc gia nằm ở phía Bắc nước Nga, trong các huyện Kargopol'sky và Plesetsky, tỉnh Arkhangelsk. Được thành lập vào năm 1991, vườn quốc gia bảo vệ các di tích lịch sử và khu vực tự nhiên của hồ Kenozero, Lyokshmozero cùng lưu vực sông đổ ra biển Baltic và Bắc Băng Dương. Từ năm 2004, vườn quốc gia đã được UNESCO công nhận là Khu dự trữ sinh quyển thế giới, đồng thời cũng là một Di sản thế giới dự kiến.

## Lịch sử
Kenozero luôn là một khu vực hẻo lánh. Trong thế kỷ 19, nó được phân chia thành Pudozhsky Uyezd (phía tây) và Kargopolsky Uyezd (phía đông) bởi Chính phủ Olonets. Trong thời kỳ Liên bang Xô Viết, sau một số thay đổi về mặt hành chính thì khu vực cuối cùng đã thuộc Arkhangelsk. Trong những năm từ 1950 đến 1980, giống như nhiều nơi khác ở Bắc Nga, khu vực bị suy giảm dân số nặng nề, đặc biệt là tất cả các làng giữa hồ Lyokshmozero và Kenozero đều bị bỏ hoang.
Năm 1991, quyết định thành lập một vườn quốc gia tại khu vực đã được thực hiện. Tất cả các di tích lịch sử sau đó đã được chuyển giao cho vườn quốc gia, một số công trình trong đó đã được khôi phục. Ngày 28 tháng 12 năm 1991, vườn quốc gia chính thức được thành lập với 7 nhân viên ban đầu. Năm 1992, con số này đã tăng lên thành 35 người và 153 người vào năm 1993. Năm 2004, vườn quốc gia được UNESCO công nhận là Khu dự trữ sinh quyển thế giới.

## Vị trí địa lý
Vườn quốc gia chiếm phần phía tây nam của Plesetsky và tây bắc Kargopol'sky, thuộc tỉnh Arkhangelsk, gần biên giới với Cộng hòa Kareliya. Phần phía bắc của vườn quốc gia có tâm là hồ Kenozero, một trong những hồ nước lớn nhất khu vực. Trụ sở chính của vườn quốc gia nằm tại bờ phía bắc của hồ, tại làng Vershinino. Hồ nước này là nguồn của sông Kena, một nhánh bên tả ngạn của sông Onega. Phần thượng nguồn của sông Kena nằm trong vườn quốc gia, tại đó có sông Pocha với thượng nguồn là hồ Pochozero và hạ lưu nhánh chính của hồ Pochozero là sông Undosha.
Phần phía nam của vườn quốc gia là hồ Lyokshmozero và phần thượng của sông Lyokshma, một nhánh của hồ Lacha. Hồ Lyokshmozero và Kenozero được ngăn cách bởi một số hồ nhỏ hơn, bao gồm cả hồ Naglimozero và Vilno.
Dọc biên giới với Kareliya là một số lưu vực của hồ Vodla đổ ra biển Baltic. Do đó, vườn quốc gia chứa các lưu vực đổ ra Đại Tây Dương và Bắc Băng Dương.

## Du lịch
Kenozersky là nơi có rất nhiều các di tích tự nhiên và văn hóa và cũng được định hướng để phát triển du lịch sinh thái. Một số con đường mòn đã được mở cho hoạt động du lịch.
Vườn quốc gia có một số kiến trúc gỗ vô cùng ấn tượng, một trong số đó phải kể tới Porzhensky Pogost nằm ở phía tây. Nó là một nhà thờ Thánh George với tháp chuông từ thế kỷ 18 và được bao quanh bởi hàng rào gỗ, có các cổng và tháp canh. Porzhensky Pogost chỉ có một con đường mòn đi bộ là có thể tiếp cận được do những ngôi làng lân cận của nó đã bị bỏ hoang trong khoảng thời gian trước đây.
Để tới được vườn quốc gia Kenozersky có hai con đường. Phần phía nam của vườn quốc gia, bờ nam của hồ Lyokshmozero có một con đường trải nhựa nối từ Kargopol tới Pudozh. Con đường còn lại nằm ở phía bắc nối Kargopol thông qua Plesetsk tới Yemetsk, nó chạy tới làng Pershlakhta bên bờ hồ Kenozero và sau đó đến các làng khác xung quanh hồ.